# Clonaria javanica
Clonaria javanica är en insektsart som först beskrevs av Haan 1842.  Clonaria javanica ingår i släktet Clonaria och familjen Diapheromeridae. Inga underarter finns listade i Catalogue of Life.